# پی‌ال‌زد ۴۶ سوم
پی‌ال‌زد ۴۶ سوم (به انگلیسی: PZL.46_Sum) یک هواگرد ملخ‌پیشین تک‌موتوره از نوع بمب‌افکن سبک و عملیات شناسایی ساخت شرکت Państwowe Zakłady Lotnicze است. هواگرد پی‌ال‌زد ۴۶ سوم نخستین پروازش را در اوت ۱۹۳۸ میلادی انجام داد. در مجموع، تعداد ۲ فروند از این هواگرد ساخته شده‌است.